# Щит для убийства
«Щит для убийства» (англ. Shield for Murder) — фильм нуар режиссёров Эдмонда О’Брайена и Говарда У. Коха, который вышел на экраны в 1954 году.
Фильм поставлен по одноимённому роману Уильяма П. Макгиверна, который рассказывает о коррумпированном офицере полиции Барни Нолане (Эдмонд О’Брайен), который убивает подпольного букмекера и забирает у него пакет с деньгами мафии, на которые собирается купить себе дом в тихом спальном квартале. Когда мафия решает вернуть свои деньги, а полиция находит глухонемого свидетеля убийства, Нолан вынужден идти на новые преступления.
Словом «щит» в США часто называют значок офицера полиции.
Фильм относится к группе фильмов нуар о коррумпированных полицейских, в которую входят также фильмы «Полицейский-мошенник», «Лёгкая добыча» и «Личный ад 36» (все — 1954). Помимо этих картин тему полицейской коррупции в той или иной степени затрагивают также фильмы нуар «Город в плену» (1952), «Большая жара» (1953), «Викки» (1953) и «Печать зла» (1958).

## Сюжет
Лейтенант Барни Нолан (Эдмонд О’Брайен), детектив полиции с 16-летним стажем, отводит знакомого нелегального букмекера в глухой закоулок, убивает его выстрелом в спину и забирает имеющиеся при нём 25 тысяч долларов. Затем Нолан снимает с пистолета глушитель, выкрикивает предупреждение и даёт два выстрела в воздух, имитируя стрельбу в убегающего подозреваемого. Эту сцену видит человек из соседнего здания, однако Нолан не знает об этом. На место преступления прибывает сержант Марк Брюстер (Джон Агар), который относится к Нолану как к своему наставнику и старшему товарищу. На вопрос Марка, почему Нолан застрелил человека, тот отвечает, что когда задержанный им букмекер попытался скрыться, детектив сделал предупредительный выстрел, но случайно попал в убегающего. Начальник полицейского участка, капитан Гуннарсон (Эмиль Мейер) озабоченный тем, что до этого инцидента на счёту Нолана уже было два других случая необоснованных убийств, делает тому замечание, указывая, что если тот не хочет лишиться своей должности, то должен проявлять большую ответственность при исполнении своих обязанностей. Коллеги Нолана также не сочувствуют лейтенанту, однако из профессиональной солидарности никак не комментируют его действия. После работы Нолан отправляется на встречу со своей девушкой Пэтти Уинтерс (Марла Инглиш) в ночной клуб, где та работает продавщицей сигарет. Увидев её открытый костюм, Нолан приходит в ярость, отчитывая и грубо толкая владельца клуба, после чего уходит вместе с Пэтти.
Тем временем двое частных детективов, Фэт Майклс (Клод Эйкинс) и Лэдди О’Нил (Лэрри Райл), которых нанял гангстер Пэкки Рид (Хью Сандерс), приходят в участок к Марку, заявляя ему, что у убитого букмекера было при себе 25 тысяч долларов, которые принадлежат Риду. Когда Марк отвечает, что полиция обнаружила при нём только 300 долларов, Майклс и О’Нил напоминают ему, что Нолан был на месте преступления раньше него. Работающий в участке криминальный репортёр Кэбот (Герберт Баттерфилд), который подозревает Нолана в коррупции и в убийстве, собирается написать об этом деле откровенную статью, однако Марк уговаривает его отложить выход статьи на один, чтобы дать ему возможность провести тщательное расследование. Тем временем Нолан, который по-настоящему влюблён в Пэтти, говорит ей, что собирается выйти в отставку и жить вместе с ней в собственном уютном доме. Он отвозит её посмотреть только что сданный, полностью меблированный дом в одном из новых спальных пригородов, который собирается купить. Пока Пэтти осматривает дом, Нолан быстро прячет во дворе похищенные деньги. Когда Нолан провожает Пэтти домой, на пороге дома его встречают Майклс и О’Нил, приглашая лейтенанта проехать к Риду. После ухода Нолана Майклс и О’Нил пытаются запугать Пэтти, однако им мешает Марк, который поджидает девушку у её квартиры. Оставшись наедине, Марк рассказывает Пэтти о том, что проверяет одну из версий, согласно которой Нолан мог убить букмекера с целью завладеть крупной суммой денег. Он также говорит, что его всё больше тревожит изменение в поведении Нолана в последние годы и предлагает совместными усилиями помочь ему. По словам Пэтти, Нолан одинок и мечтает о собственном доме и любящей, заботливой жене, и они собираются пожениться. Тем временем во время встречи с Ридом, гангстер сначала по-доброму, а затем и с угрозами требует, чтобы Нолан вернул деньги, однако лейтенант отказывается иметь с ним дело.
На следующий день ассистент окружного прокурора Энди Такер (Уильям Шаллерт) приходит в участок, чтобы уточнить у Нолана некоторые детали по делу букмекера. В этот момент там же появляется глухонемой Эрнст Стернмюллер, который был свидетелем убийства. Увидев Нолана, он не узнаёт его, так как видел убийцу только со спины. Он передаёт лейтенанту записку, в которой сообщает, что видел, как всё произошло. Нолан быстро прячет записку и письменно отвечает Эрнсту, что вечером кто-либо из детективов навестит его, чтобы снять показания, после чего быстро выпроваживает его. Вечером, когда Эрнст у себя дома завершает писать отчёт о том, что он видел, к нему приходит Нолан. Выглянув в окно на закоулок, Нолан понимает, что Эрнст мог всё видеть, в свою очередь, Эрнст, увидев лейтенанта со спины, узнаёт в нём убийцу. Нолан предлагает Эрнсту деньги за молчание, и так как тот ничего не слышит и не может ответить, в ярости толкает его. Эрнст ударяется головой об угол кровати и мгновенно умирает. Нолан решает представить смерть Эрнста как несчастный случай, сталкивая его тело в лестничный пролёт. После этого Нолан напивается в баре, тем временем Марк пребывает по вызову для расследования смерти Эрнста. Осматривая комнату убитого, сержант находит его письменный отчёт об убийстве, заключая из текста, что убийство букмекера совершил Нолан, и он же, скорее всего убил Эрнста как опасного свидетеля. Тем временем Нолан узнаёт от Пэтти по телефону, что Майклс и О’Нил угрожали ей, после чего приглашает их в бар, где жестоко избивает обоих рукояткой револьвера на глазах испуганных и ошарашенных посетителей. Вернувшись домой, Нолан встречает в своей квартире Марка, который приехал арестовать его по обвинению в двух убийствах и ограблении. Когда Марк направляет на Нолана револьвер, тот выбивает его, успевая первым достать своё оружие. Нолан готовится застрелить Марка, но не может заставить себя сделать это, и в конце концов, бьёт Марка рукояткой по голове, лишая того сознания, после чего уходит. Приехав к Пэтти, Марк будит её со словами, что они немедленно уезжают, так как Пэкки Рид хочет подставить его в убийстве, и им надо сбежать и на время залечь на дно. Пэтти уговаривает Нолана остаться и дать возможность полиции разобраться в этом деле, чтобы с него сняли все подозрения. Однако когда Пэтти спрашивает, не собирается ли Нолан жить на деньги Рида, лейтенант обвиняет свою подругу в том, что она против него и заодно с Марком. Нолан даёт Пэтти пощёчину и уходит.
Добравшись до участка, Марк докладывает Гуннарсону о ходе расследования, после чего капитан бросает все силы на поимку Нолана и даёт Кэботу согласие на публикацию истории о нём в газете. Когда Нолан слышит на полицейской волне, что его приметы разосланы по городу с указанием о немедленном задержании, он для маскировки переодевается в свою старую форму патрульного офицера, после чего договаривается с преступником по имени Мэннинг, чтобы тот изготовил ему фальшивый паспорт и достал авиабилет до Буэнос-Айреса. Они договариваются, что вечером человек Мэннинга в раздевалке вечерней школы должен передать Нолану подготовленные документы и получить 15 тысяч долларов в качестве гонорара за услуги. Пэтти приходит в участок к Марку, рассказывая о вчерашней встрече с Ноланом, после чего вспоминает, что во время осмотра нового дома Нолан отлучался на несколько минут, и тогда сержант догадывается, что Нолан спрятал деньги именно там. В раздевалке, когда Нолан получает документы и передаёт конверт посланцу Мэннинга, появляется перебинтованный Майклс, который наставляет на Нолана оружие. Когда по требованию Майклса посланец открывает конверт, там вместо денег оказывается нарезанная газетная бумага. Нолану удаётся ускользнуть от Майклса, однако тот бросается за ним в погоню. В переполненном людьми общественном бассейне между ними начинается перестрелка, в ходе которой Нолан убивает Майклса. Затем лейтенант едет к дому, где спрятал деньги, однако Марк уже вычислил этот дом и направил туда полицейских. Увидев подъезжающую полицию, Нолан стреляет в их сторону, раня одного полицейского, после чего скрывается в доме, где достаёт из тайника деньги. К этому моменту дом уже полностью окружён полицией, и когда обезумевший Нолан с деньгами в руках начинает стрелять в сторону полицейских машин, его убивают мощным ответным огнём. Марк подходит к телу убитого Нолана и забирает его полицейский значок.

## В ролях
- Эдмонд О’Брайен — лейтенант Барни Нолан
- Марла Инглиш — Пэтти Уинтерс
- Джон Агар — сержант Марк Брюстер
- Эмиль Мейер — капитан Гуннарсон
- Кэролин Джонс — девушка в баре (Бет)
- Клод Эйкинс — Фэт Майклс
- Лоренс Райл — Лэдди О’Нил
- Герберт Баттерфилд — репортёр Кэбот
- Хью Сандерс — Пэкки Рид
- Уильям Шаллерт — ассистент окружного прокурора Энди Такер
- Роберт Брэй — детектив (в титрах не указан)
- Стаффорд Репп — детектив О’Делл (в титрах не указан)

## Создатели фильма и исполнители главных ролей
Фильм поставлен по роману известного автора детективов и фантастических историй Уильяма П. Макгиверна, по книгам которого поставлены, в частности, фильмы нуар «Большая жара» (1953), «Полицейский-мошенник» (1954) и «Ставки на завтра» (1959), «в каждом из которых действовали преступные полицейские».
Режиссёр фильма Говард У. Кох поставил также нуары «Тюрьма США» (1955) и «Девушка в чёрных чулках» (1957), приключенческий триллер «Дикая дорога» (1958), тюремный триллер «Последняя миля» (1959) и несколько других фильмов, однако больше работал как продюсер.
Эдмонд О’Брайен был одним из ведущих актёров жанра фильм нуар, сыграв, в частности, в таких значимых фильмах жанра, как «Убийцы» (1946), «Паутина» (1947), «Белое каление» (1949), «Мёртв по прибытии» (1950), «711 Оушен Драйв» (1950) и «Автостопщик» (1953). Однако, как отмечает Дэвид Хоган, на момент создания этого фильма О’Брайен «был очень близок к переходу от ролей крепкого главного героя к ролям дородного характерного актёра».

## История создания и проката фильма
Как сообщил журнал Variety 23 апреля 1952 года, продюсер Обри Шенк намеревался сделать этот фильм с Дэной Эндрюсом в главной роли, а 10 декабря 1953 года журнал сообщил, что Шенк и режиссёр Говард У. Кох будут делать этот фильм в январе 1954 года.
В газете «Лос-Анджелес Таймс» от 22 апреля 1954 года сообщалось, что производство начнётся в мае с Эдмондом О’Брайеном в качестве исполнителя главной роли и «советника производства». Позднее было объявлено, что О’Брайен будет одним из режиссёров, и эта картина стала для него первым фильмом, где он исполнял обязанности режиссёра.
Как написал Гленн Эриксон, «фильм наделал шума в штате Миссисипи, где печально известный киноцензор Ллойд Т. Бинфорд попытался запретить его, поскольку он несёт угрозу аморальности с экрана». Он назвал фильм «бурлеском Департамента городской полиции».

## Оценка фильма критикой

### Общая оценка фильма
После выхода на экраны фильм получил преимущественно позитивные отзывы, по словам современного историка кино Гленна Эриксона, многие «критики посчитали фильм эффективным». Эриксон далее отметил, что «в 1950-е годы криминальные фильмы приняли более реалистический подход, уходя от нуарового романтизма в направлении таких неприятных реалий, как полицейская коррупция», и «Щит для убийства» стал «одной из лучших историй о „плохих копах“». Майкл Кини назвал его «быстрым и жестоким фильмом, наиболее сильным моментом которого является отличная игра О’Брайена», а Деннис Шварц пришёл к заключению, что «это хорошо сделанный, насыщенный экшном фильм нуар», который «разрушает идиллические мечты о жизни в городских предместьях, показывая копа, который с помощью грязных методов пытается удовлетворить свои желания среднего класса».

### Проблематика фильма и образ главного героя
Как пишет исследователь жанра фильм нуар Карл Мачек, «известный нуаровый актёр Эдмонд О’Брайен стал одним из режиссёров и исполнителем главной роли в этом фильме, который был произведён на поздней стадии нуарового цикла и взрывает устоявшееся представление о спальных районах». По словам критика, «коррупция, свойственная офицеру полиции, переносится в уютную среду встроенных посудомоечных машин и двухместных гаражей, а О’Брайен выходит за рамки образа продажного полицейского, становясь символом приходящих в упадок ценностей среднего класса. Фильм недвусмысленно жестоко и грубо показывает алчность и страсть, которые прикрыты ложным ощущением силы полицейского значка» .
Историк кино Брайан Макдоннелл отмечает, что в этом фильме «О’Брайен создал прототип коррумпированного полицейского», которого часто можно было увидеть в фильмах 1950-х годов, таких как «Полицейский-мошенник», «Лёгкая добыча» и «Личный ад 36» (все — 1954), а позднее — в фильме «Плохой лейтенант» (1992). Эриксон со своей стороны указывает, что «желание Нолана добиться потребительского успеха сближает его с персонажами последующих фильмов о копах, поддавшихся соблазну жить хорошей жизнью в спальных районах».
Характеризуя персонаж О’Брайена, Шварц пишет, что «его падший характер проявляется в том, что он ставит насилие выше любви и алчность выше чувства долга. Он плохой коп и плохой человек, который спрятался за полицейским значком, используемым им для защиты себя от закона. Всё хорошее, что могло в нём быть, он растерял». Как отмечает Дэвид Хоган, в отличие от полицейских-убийц в фильмах «Большая жара» и «Полицейский-мошенник», персонаж О’Брайена «убивает людей, не из принципа, а ради личного благополучия и самозащиты» и в отличие от копов-убийц в других триллерах, он не «асоциальный одиночка, который довольствуется жизнью в съёмном жилье, а наоборот мечтает о счастливой семейной жизни в тихом спальном пригороде». Кроме того, он влюблённый убийца, «цинизм которого сочетается с сентиментальностью романтических чувств». Кроме того, его отличают «неконтролируемый гнев и сила самовыживания». Среди всех плохих копов в нуарах того времени, его «поведение в наибольшей степени граничит с чистым, безудержным безумием, как будто оно в буквальном смысле направляется луной или какой-либо иной космической силой. Он не просто совершает убийство, он исполняет его как художественный акт. От убийств он испытывает болезненное наслаждение и полностью их оправдывает», так как, по его мнению, «его жертвы мертвы потому, что они не достойны жизни, и потому, что их смерти идут ему на пользу. Он и судья, и палач, и вор, и художник. Един во всех лицах».

### Оценка актёрской игры
В центре внимания картины находится игра О’Брайена, которая заслужила высокую оценку критики. В частности, Хоган пишет, что «О’Брайен безумствует самым увлекательным образом, швыряя своё толстое тело сквозь дверные проёмы и на других людей, корчась в лихорадочных крупных планах и выкрикивая большую часть своих реплик. Он больше, чем жизнь, и он злодей, которого вам нравится ненавидеть. Благодаря его раскрепощённой игре фильм становится истерическим апофеозом плохого копа для своего времени». Критики также обратили внимание и на игру других актёров. В частности, Кини отметил «опытного характерного актёра Эмиля Мейера в роли желчного босса О’Брайена, Клода Эйкинса — в роли крутого частного сыщика, а также Кэролин Джонс в роли барной девушки, которая хочет закадрить О’Брайена ради ужина со спагетти». Дэвид Хоган в свою очередь выделил «поразительную Марлу Инглиш», далее написав, что «особенно хорош Джон Агар. Вы физически ощущаете его преданность Нолану и его фундаментальное разочарование, когда он узнаёт правду и приходит арестовать своего друга». При этом Хоган посчитал, что «Мейер по-театральному переигрывает» , однако, с другой стороны, Эриксон отметил, что «критики были особенно восхищены Мейером в роли капитана полиции».